# Kościół Świętych Apostołów Piotra i Pawła w Barzkowicach
Kościół Świętych Apostołów Piotra i Pawła w Barzkowicach – katolicki kościół parafialny zlokalizowany we wsi Barzkowice w gminie Stargard, w powiecie stargardzkim (województwo zachodniopomorskie).

## Historia i architektura
Kościół został wzniesiony w XIX wieku. Jest to neogotycka budowla, sytuowana na planie prostokąta, wybudowana z cegły na kamiennej podmurówce. Ściany zewnętrzne wsparte są przyporami. W ścianie zachodniej umieszczony jest potężny portal wejściowy, nad którym znajduje się tympanon z głową Chrystusa oraz dwa płaskorzeźbione herby. Okna w ścianach bocznych zamknięte są ostrymi łukami. Od wschodu kościół zakończony jest prostą ścianą, w której umieszczone jest jedno okno. W oknach wstawione są witraże. Świątynia nakryta jest dachem dwuspadowym.
Wnętrze kościoła nakryte jest sklepieniem krzyżowo-żebrowym. Ściany wewnętrzne są nieotynkowane. Obok kościoła znajduje się murowana z kamienia kaplica cmentarna.
Po II wojnie światowej kościół został konsekrowany jako świątynia katolicka w dniu 29 czerwca 1950 roku. Od 1986 roku pełni funkcje kościoła parafialnego.